# 데니 란트자트
데니 도밍허스 란트자트(네덜란드어: Denny Domingues Landzaat, 1976년 5월 6일, 노르트-홀란트 주 암스테르담 ~)는 네덜란드의 전직 프로 축구 선수로, 현역 시절 주로 중앙 미드필더나 수비형 미드필더를 맡았고, 가장 최근에 엑스트라클라사의 레흐 포즈난 수석 코치를 맡았다.

## 유년 시절
란트자트는 암스테르담 출신으로 네덜란드 수도에서 유년 시절을 보냈다. 그는 몰루카계이다.

## 클럽 경력

### 초기 경력
란트자트는 아약스의 유소년부 출신이지만, 친정 1군에서 뛴 리그 경기는 1번 뿐이고, 이후 MVV, 빌럼 II, 그리고 AZ에서 오랜 활약을 펼쳤다. 그는 2005-06 시즌에 AZ의 주장을 역임했는데, 소속 구단은 그 해 준우승을 거두었다.

### 위건 애슬레틱
란트자트는 2006년 7월 18일에 비공개 이적료로 프리미어리그의 위건 애슬레틱에 입단했는데, 약 £2.5M이 소요된 것으로 추정되었다. 그는 구단과 3년 계약을 맺었다. 그의 위건 첫 골은 2007년 1월 30일, 2-3으로 패한 레딩과의 경기에서 터졌다. 그는 이후 에미레이트 경기장에서 진행된 2월 11일 아스널 원정 경기에 출전해 27미터에서 골망을 흔들었지만, 1-2로 패했다. 2007년 8월 18일, 란트자트는 선덜랜드와의 경기에서 페널티킥으로 득점해 위건 안방에서 처음으로 득점을 성공시켰다. 그는 5-3으로 이긴 인근 경쟁 구단 블랙번 로버스와의 경기에서도 선제골을 성공시켰다.

### 페예노르트
2008년 1월 25일, 란트자트는 £1M에 페예노르트로 이적하며 네덜란드 무대에 복귀했다. 그의 계약 기간은 3년 반이었다. 그는 2008년 2월 24일에 3-3으로 비긴 헤라클레스와의 페예노르트 첫 경기에서 골맛을 보았다.

### 트벤터
페예노르트와의 계약이 만료된 란트자트는 2010년 8월에 트벤터와 1년 계약을 체결했고, 계약 기간은 이듬해에 연장되었다. 그는 트벤터에서 2010-11 시즌에 KNVB 베커르를 우승했다.

### 빌럼 II
트벤터와의 계약이 2013년 여름에 만료되면서, 란트자트는 2013-14 시즌 개막 시점에 새 구단을 물색하지 못했다. 결국 2014년 1월 16일, 그는 빌럼 II와 시즌 말까지 계약했다. 그는 시즌 후 축구화를 벗었고, 그 직전까지 빌럼 II의 에레디비시 복귀에 힘썼다.

## 국가대표팀 경력
란트자트는 1995년 세계 청소년 축구 선수권 대회에 네덜란드 국가대표로 참가했다. 란트자트는 2006년 월드컵에 참가하기도 했다. 2008년 5월 21일, 란트자트는 마르코 판 바스턴의 유로 2008 예비 명단에서 제외되었다.
| #  | 날짜           | 장소                                                  | 상대         | 점수 | 결과 | 대회     |
| -- | -------------- | ----------------------------------------------------- | ------------ | ---- | ---- | -------- |
| 1. | 2004년 9월 3일 | 네덜란드 위트레흐트 [[스타디온 할헌바르트\|할헌바르트 | 리히텐슈타인 | 3–0  | 3–0  | 친선경기 |

## 감독 경력
란트자트는 2014년 여름에 현역에서 은퇴한 뒤 AZ와 2017년까지 계약하여 1군과 용 AZ의 개별 코치를 맡았다. 1년 후, 그는 용 AZ 감독의 수석코치로서 마르틴 하르 감독을 보좌했다.
2016년 1월을 기점으로, 그는 AZ의 U-15 부서 감독이 되었지만, 용 AZ와 1군의 개인 코치도 겸직했고, 용 AZ의 수석 코치도 맡았다. 2016년 여름, 그는 U-17 선수단을 맡았고, 그 외에도 다니 블린트 감독의 네덜란드 국가대표팀 코치로서 자문을 맡았다. 2017년 여름, 그는 계약을 1년 연장하고 용 AZ의 수석 코치르 다시 마르틴 하르 감독을 보좌했다.
2018-19 시즌, 란트자트는 지오바니 판 브롱크호르스트의 수석 코치로 취임했다. 야프 스탐은 2019년 여름에 페예노르트 감독으로 취임했다. 스탐 감독이 2019년 10월 28일에 물러나면서, 그도 동시에 물러났다. 1주 후, 그는 헹크 텐 카터 감독의 수석 코치로 사우디 프로페셔널리그의 알-이티하드에 입단했다.
2022년 6월 19일, 그는 욘 판 던 브롬의 수석 코치로 전 시즌 엑스트라클라사를 우승한 레흐 포즈난의 코치로 취임했다. 2023년 12월 18일, 판 던 브롬 감독이 해임된 이튿날, 란트자트도 상호 계약 해지로 구단을 떠났다.

## 경력 통계
| 구단      | 구단          | 구단              | 리그 | 리그 | 컵          | 컵          | 대륙 | 대륙 | 기타 | 기타 | 합계 | 합계 |
| 리그명    | 출장          | 골                | 출장 | 골   | 출장        | 골          | 출장 | 골   | 출장 | 골   | 출장 | 골   |
| 네덜란드  | 네덜란드      | 네덜란드          | 리그 | 리그 | KNVB 베커르 | KNVB 베커르 | 유럽 | 유럽 | 기타 | 기타 | 합계 | 합계 |
| --------- | ------------- | ----------------- | ---- | ---- | ----------- | ----------- | ---- | ---- | ---- | ---- | ---- | ---- |
| 1995–96   | 아약스        | 에레디비시        | 1    | 0    | 0           | 0           | 1    | 0    | 0    | 0    | 2    | 0    |
| 1996–97   | MVV           | 에이르스터 디비시 | 34   | 2    | 0           | 0           | -    | -    | -    | -    | 34   | 2    |
| 1997–98   | MVV           | 에레디비시        | 34   | 4    | 1           | 0           | -    | -    | -    | -    | 35   | 4    |
| 1998–99   | MVV           | 에레디비시        | 34   | 4    | 2           | 1           | -    | -    | -    | -    | 36   | 5    |
| 1999–2000 | 빌럼 II       | 에레디비시        | 25   | 3    | 1           | 1           | 3    | 0    | -    | -    | 29   | 4    |
| 2000–01   | 빌럼 II       | 에레디비시        | 33   | 12   | 3           | 0           | -    | -    | -    | -    | 36   | 12   |
| 2001–02   | 빌럼 II       | 에레디비시        | 34   | 16   | 3           | 2           | -    | -    | -    | -    | 37   | 18   |
| 2002–03   | 빌럼 II       | 에레디비시        | 34   | 5    | 2           | 0           | 6    | 1    | -    | -    | 42   | 6    |
| 2003–04   | 빌럼 II       | 에레디비시        | 13   | 2    | 3           | 2           | 2    | 1    | -    | -    | 18   | 5    |
| 2003–04   | AZ            | 에레디비시        | 17   | 3    | 0           | 0           | -    | -    | -    | -    | 17   | 3    |
| 2004–05   | AZ            | 에레디비시        | 33   | 10   | 1           | 1           | 13   | 4    | -    | -    | 47   | 15   |
| 2005–06   | AZ            | 에레디비시        | 29   | 9    | 3           | 2           | 8    | 1    | 2    | 0    | 42   | 12   |
| 잉글랜드  | 잉글랜드      | 잉글랜드          | 리그 | 리그 | FA컵        | FA컵        | 유럽 | 유럽 | 기타 | 기타 | 합계 | 합계 |
| 2006—07   | 위건 애슬레틱 | 프리미어리그      | 33   | 2    | 1           | 0           | -    | -    | -    | -    | 34   | 2    |
| 2007—08   | 위건 애슬레틱 | 프리미어리그      | 19   | 3    | 0           | 0           | -    | -    | -    | -    | 19   | 3    |
| 네덜란드  | 네덜란드      | 네덜란드          | 리그 | 리그 | KNVB 베커르 | KNVB 베커르 | 유럽 | 유럽 | 기타 | 기타 | 합계 | 합계 |
| 2007–08   | 페예노르트    | 에레디비시        | 11   | 2    | 3           | 2           | -    | -    | -    | -    | 14   | 4    |
| 2008–09   | 페예노르트    | 에레디비시        | 7    | 1    | 0           | 0           | 0    | 0    | 3    | 0    | 10   | 1    |
| 2009–10   | 페예노르트    | 에레디비시        | 20   | 2    | 7           | 0           | -    | -    | -    | -    | 27   | 2    |
| 2010–11   | 트벤터        | 에레디비시        | 27   | 2    | 5           | 0           | 12   | 2    | -    | -    | 44   | 4    |
| 2011–12   | 트벤터        | 에레디비시        | 16   | 0    | 2           | 0           | 9    | 1    | 2    | 0    | 29   | 1    |
| 2012–13   | 트벤터        | 에레디비시        | 7    | 0    | 0           | 0           | 0    | 0    | 0    | 0    | 7    | 0    |
| 2013–14   | 빌럼 II       | 에이르스터 디비시 | 9    | 0    | 0           | 0           | -    | -    | -    | -    | 9    | 0    |
| 합계      | 네덜란드      | 네덜란드          | 418  | 77   | 36          | 11          | 44   | 10   | 14   | 0    | 512  | 98   |
| 합계      | 잉글랜드      | 잉글랜드          | 52   | 5    | 1           | 0           | -    | -    | -    | -    | 53   | 5    |
| 경력 합계 | 경력 합계     | 경력 합계         | 470  | 82   | 37          | 11          | 44   | 10   | 14   | 0    | 565  | 103  |

## 수상
아약스
- 에레디비시: 1995–96

MVV
- 에이르스터 디비시: 1996–97

페예노르트
- KNVB 베커르: 2007–08

트벤터
- KNVB 베커르: 2010–11
- 요한 크라위프 스할: 2010

빌럼 II
- 에이르스터 디비시: 2013–14